# Lakihegyi adótorony
A lakihegyi adótorony 1933-as átadása óta Magyarország legmagasabb építménye a maga 314 méteres magasságával. Az elnyújtott oktaéder alakú acélszerkezet 284 méter magas és a csúcsán álló kitolható hangolócső további 30 métert ad hozzá a teljes magassághoz. A középhullámú rádiózás számára épült, ma már csupán a tartaléküzem része.

## Története
A Lakihegyi Rádióadó ipari létesítmény a Budapest közelében fekvő Szigetszentmiklós Lakihegy nevű részén. Működését 1928-ban kezdte meg és – kisebb-nagyobb megszakításokkal – egészen 1977-ig, a lényegesen korszerűbb Solti rádióadó üzembe helyezéséig működött.
Magyarországon az első rádióadót 1914. október 14-én adták át, amely akkor szikratávíróként működött. Az első kísérleti rádióadások beindítása 1924. március 15-éig váratott magára. Ekkor egy bútorszállító kocsiban berendezett stúdióból, amihez egy mindössze 250 W-os Huth gyártmányú távíró-távbeszélő adó tartozott, hangoztak el a magyar rádiózás első, kezdetleges műsorai. A berendezéseket még ebben az évben lecserélték egy magyar tervezésű, 1 kW teljesítményű adóra. A fejlesztések a következő években is folytatódtak, aminek keretében először egy Telefunken gyártmányú, 2 kW-os, majd egy 3 kW-os rendszert helyeztek üzembe. 1928-ban mind a stúdió, mind pedig a rádióadó helyét véglegesítették. Előbbi a budapesti Bródy Sándor utca 5–7. alá költözött, míg az új 20 kW-os Telefunken adót Lakihegy mellett építették fel, amely két 150 méter magas, MÁVAG gyártmányú acélszerkezetű toronyból és a közöttük kifeszített 100 méteres antennából állt. Ez a rendszer már képes volt Budapesten és környékén jó minőségű adást produkálni az ekkor már gomba módra szaporodó előfizetők megelégedésére.
Még az 1920-as évek végén felmerült az igény egy ugyancsak Lakihegyen kialakítandó, de már az egész ország területén jó vételt biztosító rendszer kiépítésére. A torony amerikai terveit Tantó Pál mérnök adaptálta a Csepel-szigeti homokos talajviszonyoknak megfelelően. A tervezés közel négy évig tartott és 1933. július 1-jén a MÁVAG szerelői Massányi Károly vezetésével megkezdték a 314 méter magas, Blaw-Knox-rendszerű, elnyújtott oktaéder alakú torony építését. Az átadás még ebben az évben december 2-án megtörtént, és elsőként az akkori miniszterelnök, Gömbös Gyula ünnepi beszédét sugározta a Budapest I. műsorán. Ezzel az új 120 kW teljesítményű adóval a magyar rádiózás műszaki tartalmát tekintve a világ élvonalába lépett elő. Maga a torony pedig Európa akkori legmagasabb építménye volt. A 20 kW-os adó is használatban maradt és a Budapest II. műsorát sugározta tovább.
Az időközben a Magyar Rádió jelképévé vált lakihegyi adótorony sem kerülhette el a második világháború pusztító hatását. 1944. november 30-án a visszavonuló német csapatok a nyolc feszítőkötélből hatot robbantással elvágtak, aminek következtében a torony eldőlt és összetört. Egy héttel később a 20 kW-os adó és 150 méteres tornyai is hasonló sorsra jutottak. A romok eltakarítását már 1945 januárjában megkezdték és a kisebbik adó újjáépítésére és üzembe helyezésére még egy évet sem kellett várni. A teljes felújítását követően 1945. szeptember 15-én ismét munkába állt, míg nagyobbik "testvérét" 1946. december 22-én először 50 kW, majd az 1948-as rekonstrukciót követően 135 kW teljesítménnyel helyezték üzembe.
1968-ban újabb jelentős átalakítás történt a Lakihegyi Rádióadó történetében. Az addigi 135 kW-os adót két, egyenként 150 kW-os rendszer váltotta fel. Továbbá néhány felújítási munkát még a 314 méteres tornyon is végrehajtottak.
1977-ben a lényegesen korszerűbb, kétszer 1 MW-os Solti rádióadó üzembe helyezését követően a lakihegyi adót annak tartalékává léptették vissza. Noha ezt követően még néhány alkalommal üzembe helyezték, az 1980-as évek elején a lebontása mellett döntöttek. Ennek hírére magánszemélyek és számos egyéb társadalmi szervezet tiltakozó hadjáratba kezdett a torony megmentéséért. Végül a nyomásnak engedve a lakihegyi adótornyot 1985-ben ipari műemlékké nyilvánították.
2006 nyarán alaposan felújították és ismét üzembe helyezték. Fő üzemben 135,6 kHz-en HGA22 jelzéssel a német DCF77-hez hasonló időszinkron jeleket sugároz, 100 kW teljesítménnyel, amit az áramszolgáltatók az éjszakai-nappali ellátás közti váltásra, és a közvilágítás kapcsolására használnak fel. Az ehhez használt adóberendezés közvetlenül a talppontban lévő antennaillesztő melléképületben kapott helyet; az antenna és a Komp utcai rádióállomás épülete közötti középhullámú tápvezetéket 2023-ban elbontották.
A tornyot ipari alpinisták képzésére is használják. (A torony megmászása kb. két órát vesz igénybe.)
2025 június 4-én az NMHH engedélyezte a szintén Lakihegyre telepített 117m-es másik torony elbontását, az eljárást 2025.05.27-én indították. Ez a torony sugározta egykor Budapest II műsorát, később a Petőfi rádió műsorát, utoljára a 873 kHz frekvenciájú kereskedelmi rádiók műsorát.

## A torony elhelyezkedése és felépítése
A torony Budapest közigazgatási területén kívül, a Szigetszentmiklós-Lakihegyet Halásztelekkel összekötő 5101-es út és a Lakihegyet Szigetszentmiklós többi részével összekötő út (Massányi Károly út, melynek folytatása a Petőfi út) kereszteződésénél áll (a kereszteződés középpontjától délre 255 méterre). A szerkezet magassága 314 méter, tömege pedig 280 tonna. Függőleges helyzetét 178 méteres sugarú körben nyolc, egyenletesen elhelyezett feszítőkötél biztosítja, amelyek egyenként 220 méter hosszúak, 88 tonnás betontömbökhöz kapaszkodnak és 70 tonnás feszítőerőt képviselnek. A torony szélessége a talpánál 0,65, középen 14,65, legfelül pedig 1,39 méter. A csúcson kitolható hangolócső teljes hossza 36 méter, amelyből 30 méter áll ki a szerkezetből. A négyzetes keresztmetszetű torony sarkain, a legnagyobb térerejű középövben, valamint az oldalközepeken is nagy keresztmetszetű rézkábelek vezetik az adófeszültséget. Az antenna földelését a torony körül kb. 10 hektáron a talajba süllyesztett réz-vezetékhálózattal oldották meg.
Az antenna műszakilag legérdekesebb része a talpcsukló. Az acélszerkezet teljes tömegét két, egymással szembe fordított, különleges szilárdságú porcelán csonkakúp és az ezekre ágyazott acél félgömbök tartják. A mindössze 9 cm vastag, üreges kerámiadarabok a súlyterhelés felvétele mellett a kellő villamos szigetelést is biztosítják. A hangolócső végén, vagyis az antenna legtetején egy nagyjából kosárlabda méretű üreges acélgömb helyezkedik el. Az 1968-as felújításkor ezt a gömböt újra cserélték és a – villámcsapások által alaposan kilyuggatott – régit a budapesti Postamúzeumban állították ki.
Az adótorony 30 méteres hangolórúdja lehetővé tette az adási frekvencia megváltoztatását. A lakihegyi adó 1931 előtt 549,5 kHz-en, azután 545 kHz-en, 1938-tól 546 kHz-en, és 1954-től 539 kHz-en sugárzott. Az 540 kHz-es átállást már a solti nagyadónál kellett elvégezni.

## Galéria

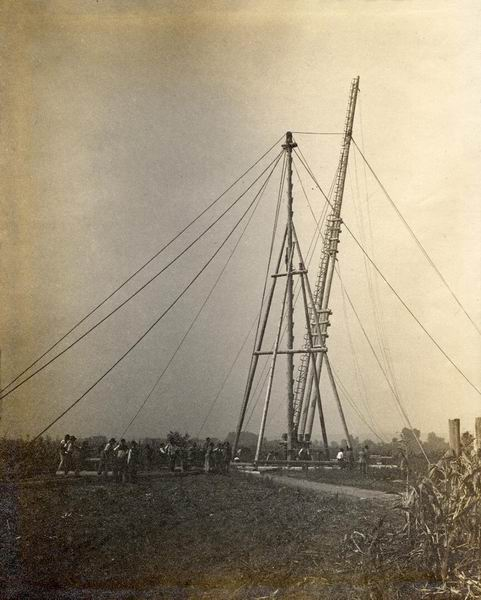
Az első adótorony építése 1933-ban
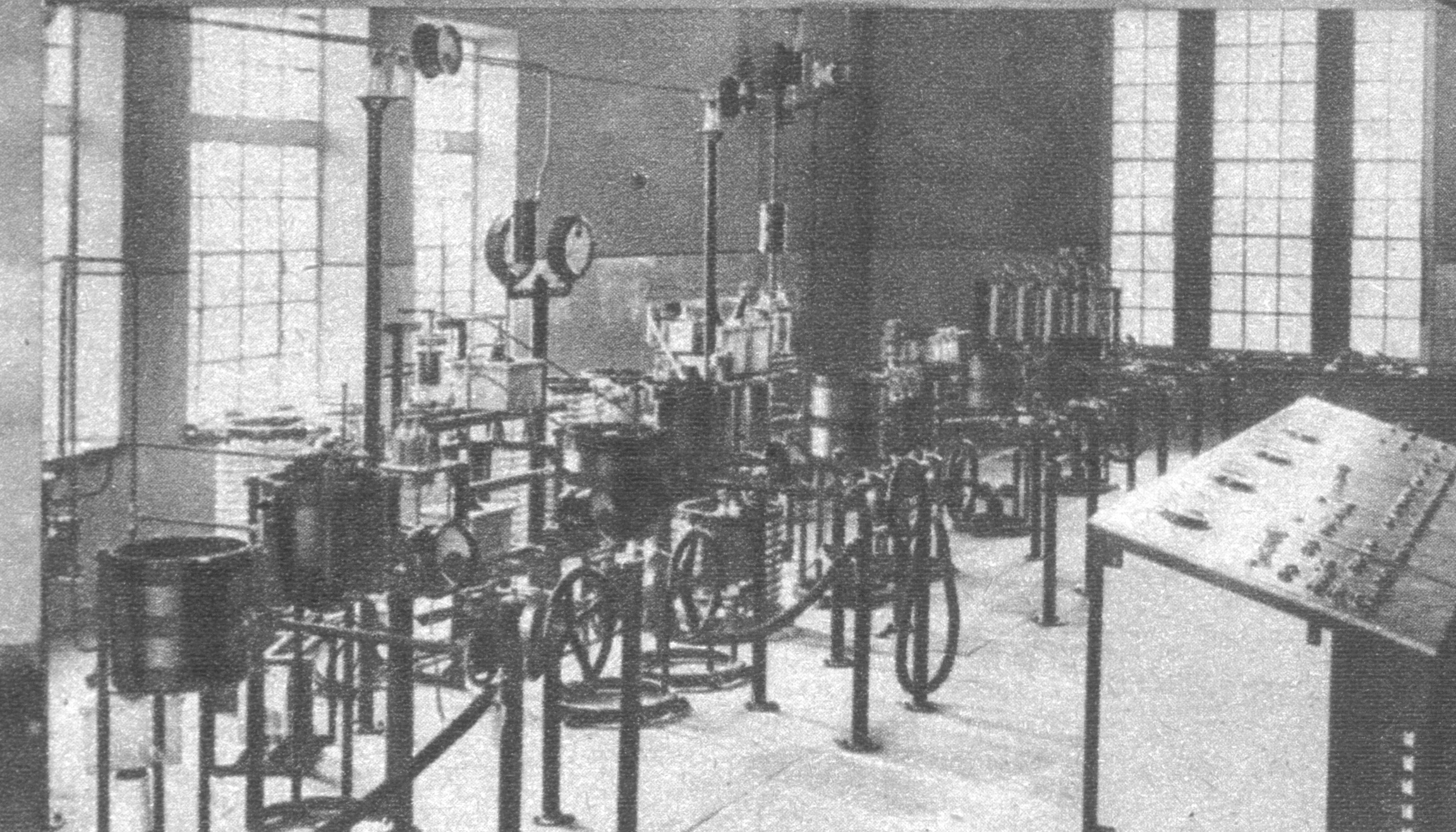
A lakihegyi adóállomás adóterme
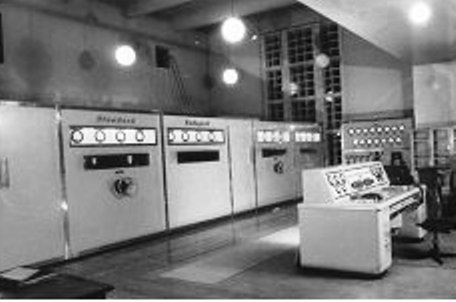
Az adó vezérlőterme
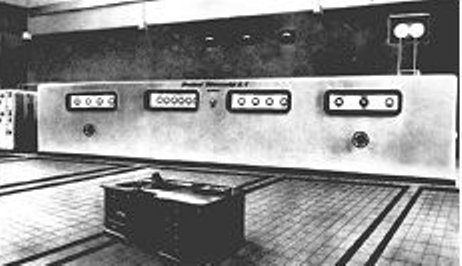
A 120 kW-os adóállomás
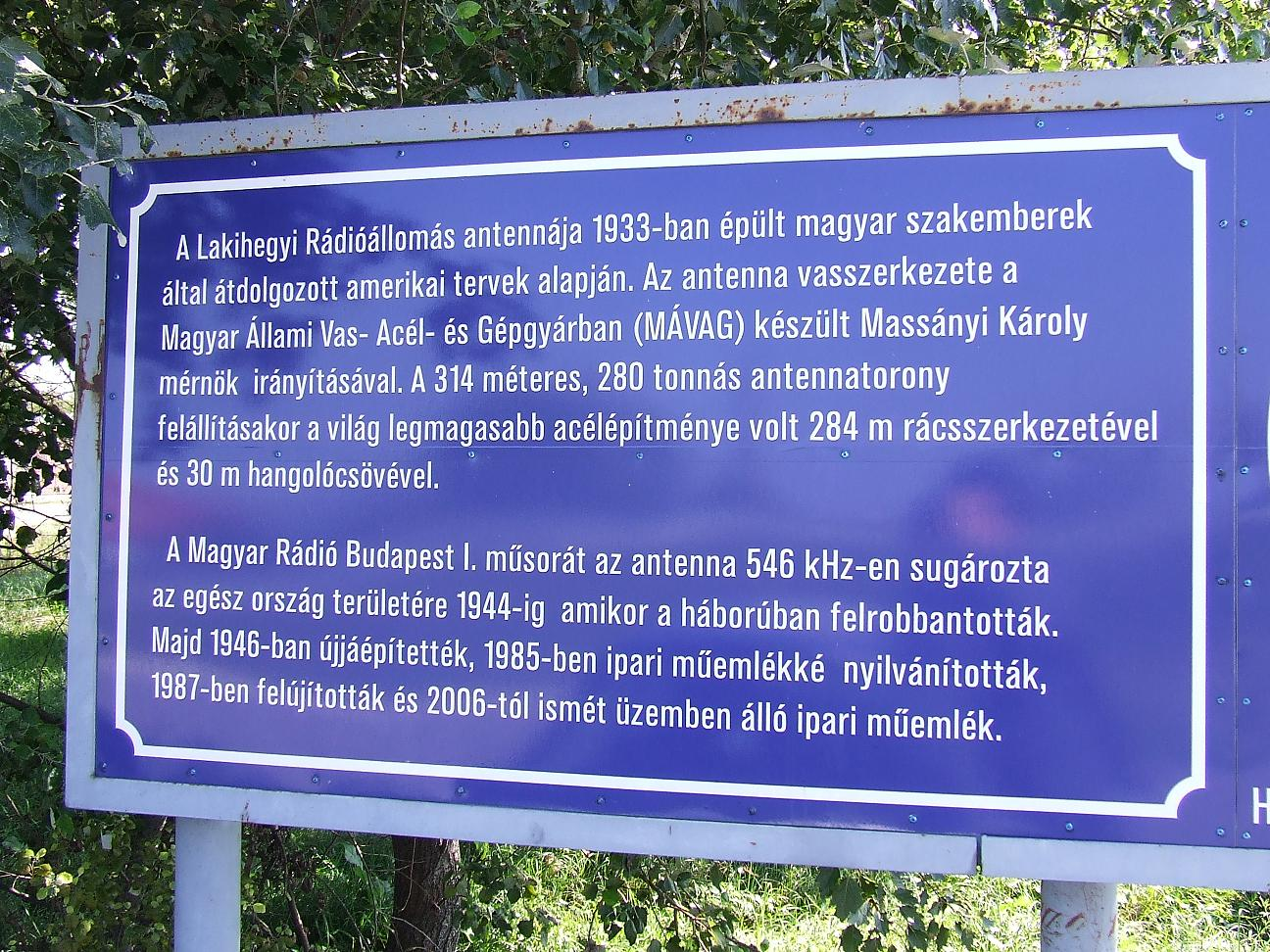
Információs tábla a torony bekötőútján
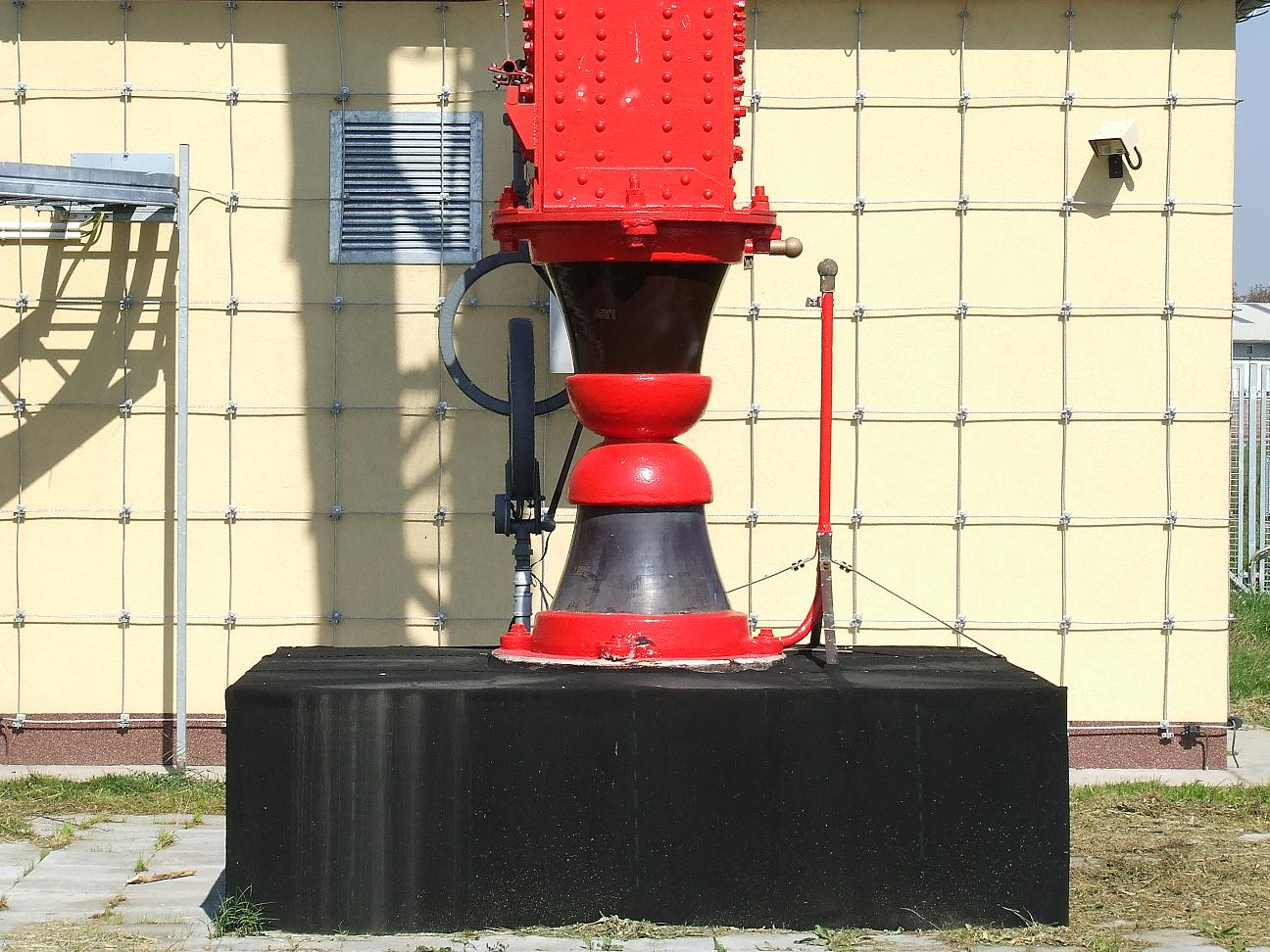
A torony talpcsuklója
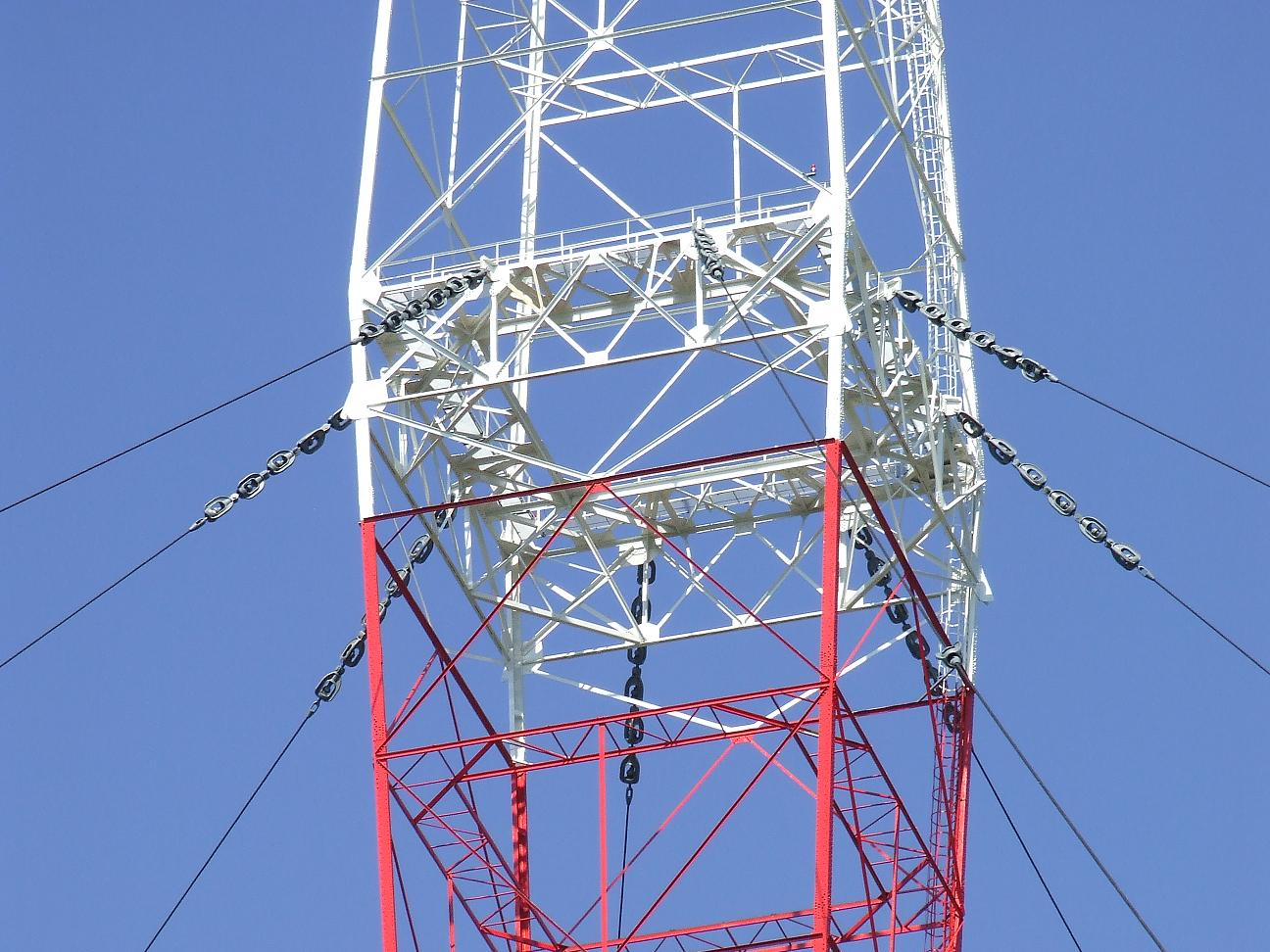
A torony középrésze
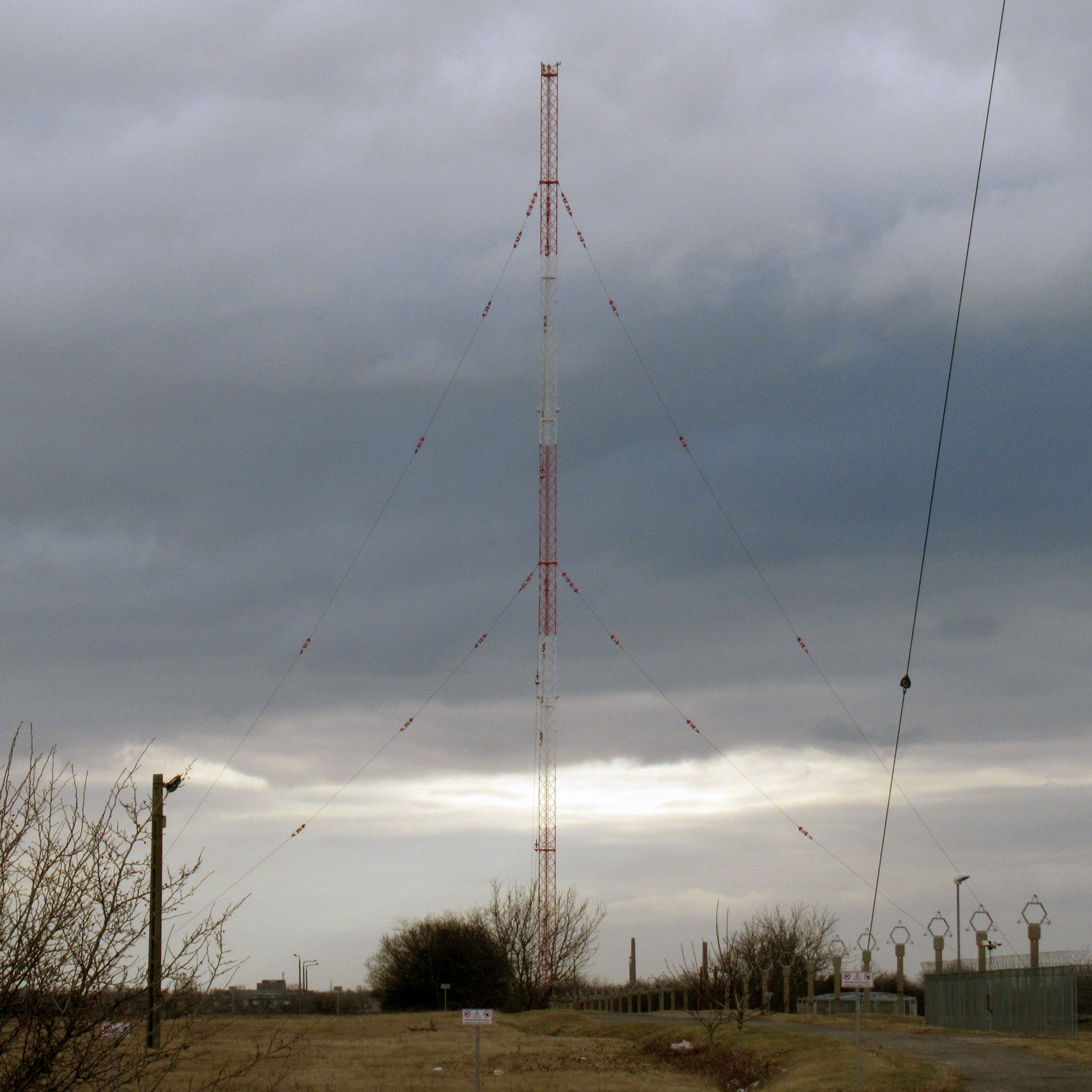
120 méter magas rádióárboc